# Nègres marrons surpris par des chiens
La sculpture Nègres marrons surpris par des chiens est une œuvre, en marbre de Carrare, du sculpteur Louis Samain située à Bruxelles.

## Historique
La scène s'inspire du célèbre roman de l'Américaine Harriet Beecher Stowe, La Case de l'oncle Tom (1852). Acquise par l'État belge en 1894 et offerte à la Ville, elle est placée à Bruxelles sur l'avenue Louise en 1895. La version en plâtre de 1869 est au Palais de Justice et la version en marbre de 1894 sur l'avenue Louise à Bruxelles.
Samain crée le groupe de sculpture à Rome et l'expose au salon triennal de Bruxelles en 1869. Le modèle en plâtre, recouvert de patine de couleur bronze, a été librement inspiré de La case de l'oncle Tom, un roman de Harriet Beecher Stowe qui a été publié en 1851 et a également eu du succès en Europe. Un esclave échappé enchaîné protège héroïquement son fils de deux molosses.
Le sculpteur s'est inspiré de plusieurs groupes sculptés célèbres de l'histoire de la sculpture européenne : au motif souvent cité du Laocoon antique, l'artiste montre le thème de la souffrance héroïque et mêle dans la pose tendue de l'esclave une citation directe du Milon de Crotone de Pierre Puget, et semble aussi s'inspirer des multiples représentations d'Ugolin et ses enfants (sujet tiré de la Divine Comédie de Dante), comme celle de Jean-Baptiste Carpeaux créée entre 1857 et 1861.